# Everdell (društvena igra)
Everdel je ilustrovana društvena igra sa kartama za jednog do četiri igrača. Svaki igrač počinje igru kao vođa jedne od grupa šumskih životinja koje imaju zadatak da izgrade novo naselje u dolini Everdel pre zime. Osnovna mehanika u igri je postavljanje radnika i izgradnja grada. Igrači šalju svoje radnike da sakupljaju resurse i uzimaju nove karte ili igraju sa kartama koje poseduju kako bi proširili grad u šumovitoj dolini Everdel.
Pojedinačne odluke igrača moraju da se uklope u strategiju igre, pri čemu akciona mesta na koja igrač šalje radnike i karte koje odigra direktno utiču na iybore koje igrač može da donese u budućim krugovima i rundama. Igrači rešavaju zagonetke i izazove da bi dobijali resurse pre svojih protivnika.
Tabla za igru je kružna sa trodimenzionalnim drvetom na njoj. Svaki igrač, kad dođe red na njega da odigra potez ima tri mogućnosti. Da postavi novog radnika koji će da skuplja resurse ili izvršava neke druge zadatke, da odigra karticu koja generiše resurse, dodaje sposobnosti ili poene ili kao treću mogućnost ima opciju da vrati radnike kako bi dobio nove i kako bi se pripremio za novu sezonu.
Everdell je osvojio prestižne nagrade na različitim takmičenjima društvenih igara:
2021 Nederlandse Spellenprijs Best Expert Game Winner
2021 Graf Ludo Best Family Game Graphics Nominee
2020 Gra Roku Prettiest Winner
2019 Swiss Gamers Award Nominee
2019 Origins Awards Best Board Game Nominee
2019 Kanga Game of the Year Winner
2019 Kanga Best Visuals Finalist
2019 Kanga Best Gameplay Finalist
2019 Dragon Awards Best Science Fiction or Fantasy Board Game Nominee
2018 Golden Geek Board Game of the Year Nominee
2018 Golden Geek Best Board Game Artwork & Presentation Nominee
2018 Cardboard Republic Architect Laurel Winner
2018 Board Game Quest Awards Best Strategy/Euro Game Nominee

## Spoljašnje veze
GamesGeek